# オランダのユーロ硬貨

ユーロのシンボル

オランダのユーロ硬貨（オランダのユーロこうか）では、オランダにおけるユーロ硬貨について記述する。
ユーロ (EUR, €) は、欧州連合に加盟しているオランダを含む多くの国で使われている通貨である。
ユーロ硬貨の片面はユーロ圏全域共通のデザイン、もう片面は各国の独自のデザインとなっている。各国共通の表面の詳細はユーロ硬貨を参照。2ユーロ硬貨以外の縁（へり）のデザインもまた、全域で共通である。独自デザインとされている裏面も、欧州連合を象徴する12個の星と発行年を西暦で表示することは共通である。
オランダのユーロ硬貨は、Bruno Ninaber van Eybenによってデザインされた。2種類のデザインがあるが、いずれも現在のオランダ国王であるベアトリクス女王の肖像と、"BEATRIX KONINGIN DER NEDERLANDEN" （オランダ女王ベアトリクス）の文字がデザインされている。
| € 0.01                   | € 0.02 | € 0.05                                                                                                 |
|                          |        | |
| ベアトリクス女王の肖像画 |        | |
| € 0.10                   | € 0.20 | € 0.50                                                                                                 |
|                          |        | |
| ベアトリクス女王の肖像画 |        | |
| € 1.00                   | € 2.00 | € 2 の縁（へり）                                                                                       |
|                          |        | € 2 硬貨の側面部には、オランダ語で"GOD ZIJ MET ONS" （神が我々と共にありますように）と刻印されている。 |
| ベアトリクス女王の肖像画 |        | |